# NGC 2940
NGC 2940 é uma galáxia elíptica (E-S0) localizada na direcção da constelação de Leo. Possui uma declinação de +09° 37' 02" e uma ascensão recta de 9 horas, 38 minutos e 05,1 segundos.
A galáxia NGC 2940 foi descoberta em 1877 por Ernst Wilhelm Leberecht Tempel.